# Kneževo (république serbe de Bosnie)
Pour les articles homonymes, voir Kneževo.
Kneževo (en serbe cyrillique Кнежево) est une ville et une municipalité de Bosnie-Herzégovine située dans la république serbe de Bosnie. Selon les premiers résultats du recensement bosnien de 2013, la ville intra muros compte 3 958 habitants et la municipalité 10 428.

## Géographie
La municipalité de Kneževo, qui s'étend sur 40 km d'est en ouest et 15 km du nord au sud, est située au centre de la Bosnie-Herzégovine, dans la république serbe de Bosnie. Elle s'élève à une altitude comprise entre 600 et 1 493 m (au mont Lisina) et se trouve entre les rivières Ugar, Ilomska, Vrbas et Vrbanja. La ville est entourée par les monts Čemernica et Ranča à l'ouest, Vlašić au sud, et Ježica au nord-est. Ces montagnes sont difficiles d'accès et densément boisées. Les rivières Ugar et Ilomska reka forment des gorges particulièrement encaissées. En revanche, le nord de la municipalité est propice à l'agriculture intensive.

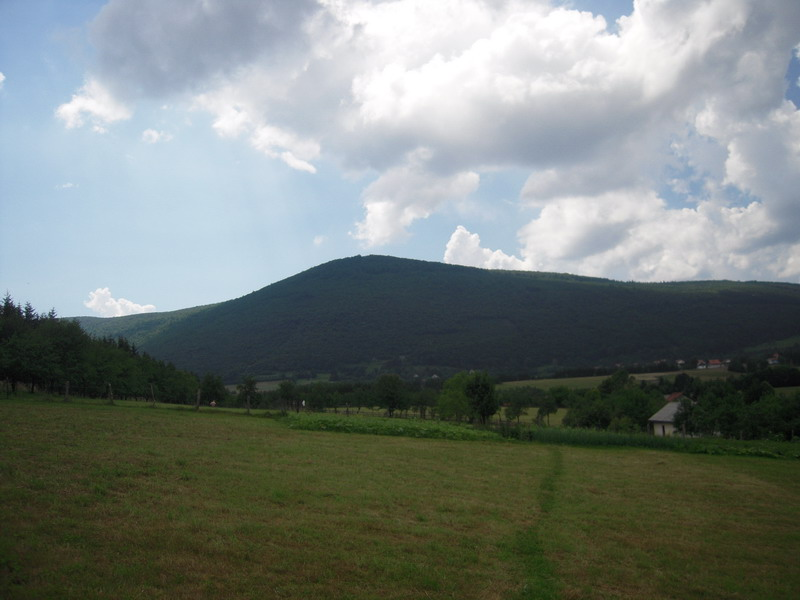
Les monts Čemernica

Kneževo est bordée par les muninicipalités de Čelinac à l'extrême nord, de Kotor Varoš à l'est, de Travnik, Dobretići et Jajce au sud, par celles de Mrkonjić Grad et de la Ville de Banja Luka à l'ouest.

## Histoire
Avant la guerre de Bosnie, Kneževo était connue sous le nom de Skender Vakuf (en cyrillique : Скендер Вакуф), nom qui est encore aujourd'hui conjointement utilisé avec celui de Kneževo dans les documents officiels de la Bosnie-Herzégovine. À la suite des accords de Dayton, la partie majoritairement croate de la municipalité est devenue une municipalité à part sous le nom de municipalité de Dobretići et cette nouvelle municipalité a été intégrée à la fédération de Bosnie-et-Herzégovine.

## Localités

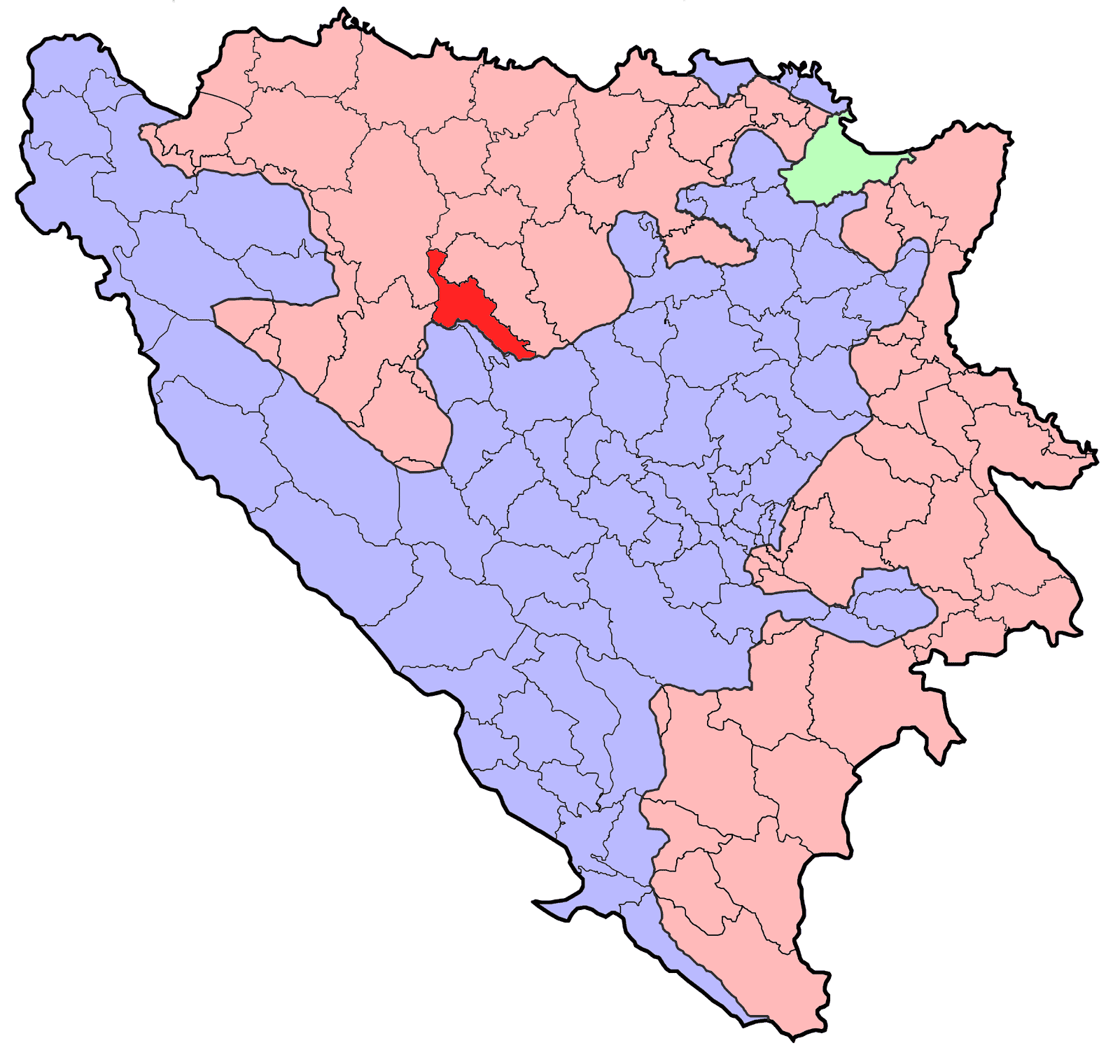
Localisation de la municipalité de Kneževo en Bosnie-Herzégovine

La municipalité de Kneževo compte 20 localités :
| - Bastaji - Bokani - Borak - Bregovi - Čarići - Ćukovac - Donji Korićani - Golo Brdo - Gornji Korićani - Imljani | - Javorani - Kobilja - Kostići - Mokri Lug - Paunovići - Rađići - Kneževo / Skender Vakuf - Šolaji - Vlatkovići - Živinice |

## Démographie

### Villeintra muros

#### Évolution historique de la population dans la villeintra muros
| 1948 | 1953 | 1961 | 1971  | 1981  | 1991   | 2013  |
| ---- | ---- | ---- | ----- | ----- | ------ | ----- |
| -    | -    | 992  | 1 688 | 2 919 | 3 759, | 1 093 |

|  |

#### Répartition de la population par nationalité dans la municipalité (1991)
En 1991, la partie de la municipalité de Skender Vakuf qui correspond à l'actuelle municipalité Kneževo comptait 14 476 habitants. La population se répartissait de la manière suivante :

### Localités dans le secteur de Kotor Varoš, 1953
| Zone de recensement | Total | 'Serbes | Croates | Slovènes | Macédoniens | Monténégrins | Yougoslaves indécises | Tchèques | Polonais | Ruthènes – Ukrainiens | Autres Slaves | Autres Non-Slaves |
| KOTOR VAROŠ SECTEUR | 37898 | 25008   | 6485    | 4        | 4           | 10           | 6375                  | 2        | –        | 2                     | –             | 8                 |
| Kotor Varoš         | 4715  | 805     | 2640    | 2        | 3           | 6            | 1253                  | 1        | –        | 1                     | –             | 4                 |
| Maslovare           | 4574  | 3966    | 8       | –        | –           | –            | 600                   | –        | –        | –                     | –             | –                 |
| Previle             | 4576  | 3537    | 696     | –        | –           | –            | 342                   | –        | –        | –                     | –             | 1                 |
| Skender Vakuf       | 7100  | 6566    | 16      | –        | –           | –            | 518                   | –        | –        | –                     | –             | –                 |
| Šiprage             | 7746  | 6036    | 24      | 1        | 1           | –            | 1682                  | –        | –        | –                     | –             | 2                 |
| Vrbanjci            | 4919  | 1678    | 1728    | 1        | –           | 4            | 1505                  | 1        | –        | 1                     | –             | 1                 |
| Zabrđe              | 4268  | 2420    | 1373    | –        | –           | –            | 475                   | –        | –        | –                     | –             | –                 |

## Politique
À la suite des élections locales de 2012, les 19 sièges de l'assemblée municipale se répartissaient de la manière suivante :
| Parti                                                     | Sièges |
| --------------------------------------------------------- | ------ |
| Alliance des sociaux-démocrates indépendants (SNSD)       | 5      |
| Alliance pour la République de Bosnie démocratique (SzDS) | 3      |
| Parti du progrès démocratique (PDP)                       | 2      |
| Parti démocratique serbe (SDS)                            | 2      |
| Alliance démocratique nationale (DNS)                     | 2      |
| Parti démocratique nationale (NDS)                        | 2      |
| Parti radical serbe (SRS)                                 | 1      |
| Parti des retraités unis (PUP)                            | 1      |
| Parti socialiste (PS)                                     | 1      |

Bore Škeljić, membre du Parti démocratique serbe (SDS), a été élu maire de la municipalité

## Tourisme

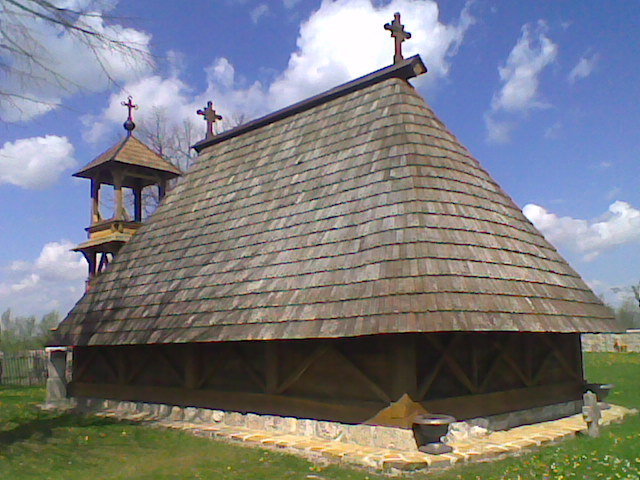
L'église en bois Saint-Nicolas de Javorani (1757)
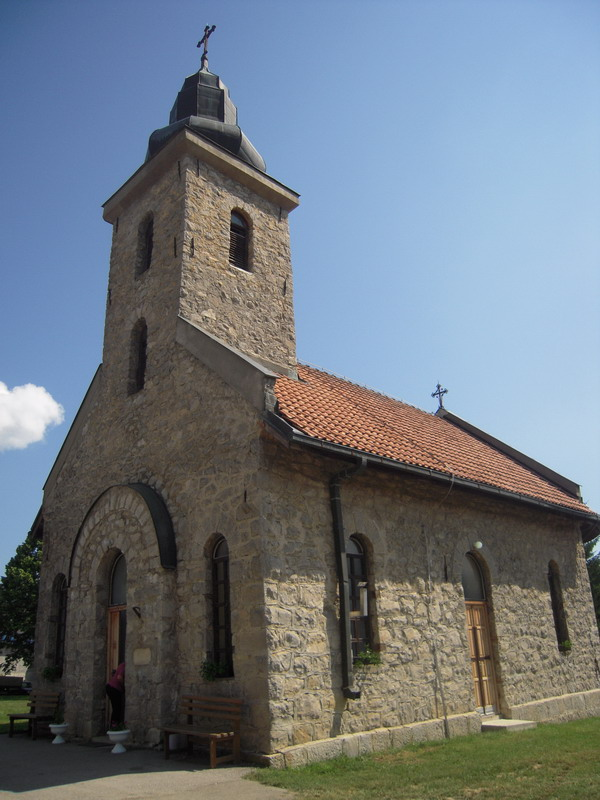
L'église Saint-Nicolas de Živinice (1921)
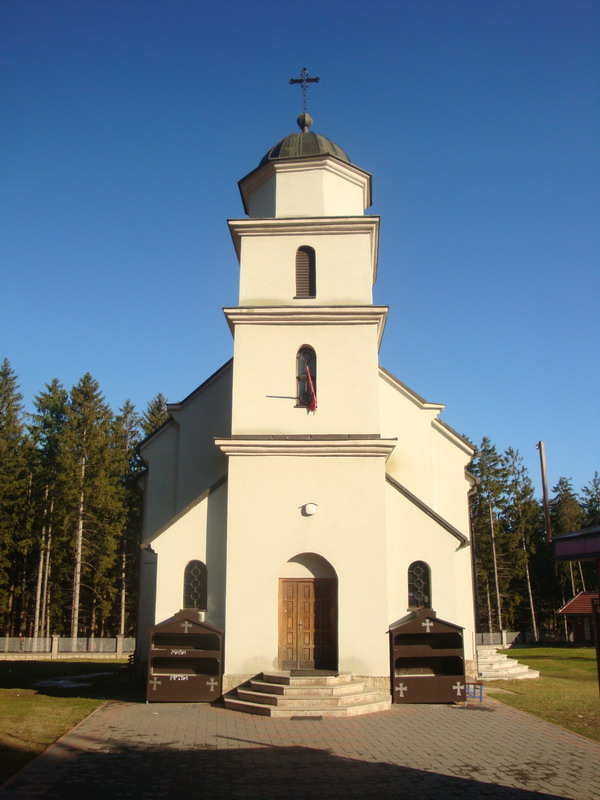
L'église de la Nativité-de-la-Mère-de-Dieu de Kneževo (1938)

## Personnalités
- Radojka Lakić, héros national de la Yougoslavie
- Luka Radetić, héros national de la Yougoslavie
- Dujko Komljenović, héros national de la Yougoslavie
- Lazar Tešanović, officier tchtnik
- Željko Kopanja, journaliste
- Željko Raljić, journaliste
- Momir Ćelić, professeur
- Tihomir Radetić, metteur en scène
- Damir Špica, footballeur